# NGC 1335
NGC 1335 este o galaxie lenticulară situată în constelația Perseu. A fost descoperită în 14 decembrie 1881 de către Édouard Stephan⁠(d). Se află la o distanță de 73,92 de megaparseci de Pământ.